# Heisser Sand
Heisser Sand, pubblicato nel 1996, è una raccolta della cantante italiana Mina. Questo album non fa parte della discografia ufficiale presente sul sito minamazzini.com.

## Il disco
Contiene tutti i brani incisi da Mina per il mercato tedesco, molti sono pezzi originali incisi da Mina in Germania, due di questi sono stati tradotti in italiano:
Heisser Sand, titolo versione italiana: Sì, lo so
Rhapsodie, titolo versione italiana: Rapsodie
altri sono versioni in tedesco di successi italiani:
Il cielo in una stanza, titolo versione tedesca: Wenn du an Wunder glaubst
È inutile, titolo versione tedesca: Die größte Schau
E poi..., titolo versione tedesca: Und dann
Domenica sera, titolo versione tedesca: Die Liebe am Sonntag
Non credere, titolo versione tedesca: Glaube ihr nicht

## Tracce
1. Wenn du an Wunder glaubst (Il cielo in una stanza) - 2:59 - 
 (Toang(Gino Paoli), Testo Tedesco: Hans Bradtke) 1963
2. Heisser Sand - 2:59 -  (Werner Scharfenberger - Kurt Feltz) 1962
3. Die Liebe kommt nur einmal - 2:32 -  (Erwin Halletz - Hans Bradtke) 1963
4. Das Feuer der Liebe - 2:04 -  (Erwin Halletz - Hans Bradtke) 1963
5. Tabu, es scheint gefährlich zu sein, was ich tu' - 2:30 -  (Werner Scharfenberger - Kurt Feltz) 1962
6. Ein treuer Mann - 2:48 -  (Werner Scharfenberger - Fini Busch) 1962
7. Er liebte dieses Leben - 2:42 -  (Charly Niessen - Joachim Relin) 1962
8. Fiesta brasiliana (Das Lied der Lüge) - 2:26 -  (Werner Scharfenberger - Kurt Feltz) 1962
9. Er hatte blaue Augen - 2:52 -  (Werner Schalfenberger - Peter Moesser) 1964
10. Fantasie - 2:43 -  (Werner Scharfenberger - Fini Busch) 1996
11. Meine Tür steht immer offen - 2:59 -  (Werner Scharfenberger - Fini Busch) 1963
12. Capitano - 2:44 -  (Werner Scharfenberger - Kurt Feltz) 1963
13. Am Rio grande - 2:37 -  (Charly Niessen - Joachim Relin) 1963
14. Eine weisse Dschunke - 2:40 -  (Werner Scharfenberger - Fini Busch) 1963
15. Mein guter Stern (Your other love) - 2:08 -  (Claus Ogerman - Ben Raleigh) Testo Tedesco: Fini Busch 1963
16. Tausendundeine Nacht - 2:50 -  (Werner Scharfenberger - Fini Busch) 1964
17. Tele-Tele-Telefon - 2:15 -  (Cherly Niessen - Joachim Relin) 1996
18. Mister twist - 2:28 -  (Werner Schalfenberger - Kurt Feltz) 1963
19. Welt der verlorenen Träume  - 2:47 -  (Udo Westgard - Ernst Bader) 1964
20. Rhapsodie - 2:21 -  (Werner Scharfenberger - Kurt Feltz) 1964
21. Grenzenlos - 2:29 -  (Werner Schalfenberger - Peter Moesser) 1987
22. Die größte Schau (È inutile) - 1:58 -  (Ricky Gianco, testo tedesco: Fini Busch) 1964
23. Fremdes land - 2:34 -  (Werner Scharfenberger - Kurt Feltz) 1964
24. Ja, die Liebe lebe hoch! (When the Saints Go Marching In) - 2:22 -  (Luther G. Presley - Virgil Oliver Stamps Testo Tedesco: Udo Westgard - Hans Bradtke) 1963
25. Männer, Mädchen und Pistolen - 2:30 -  (Werner Scharfenberger - Kurt Feltz) 1987
26. Bis zum nächsten Mal - 2:55 -  (Werner Scharfenberger - Kurt Feltz) 1963
27. Und dann (E poi...) - 4:50 - 
 (Shel Shapiro-Andrea Lo Vecchio, Testo Tedesco: Bert Olden) 1974
28. Die Liebe am Sonntag (Domenica sera) - 3:16 - 
 (Stefano Scandolara-Corrado Castellari, Testo Tedesco: Bert Olden) 1974
29. Glaube ihr nicht (Non credere) - 4:18 - 
 (Mogol-Luigi Clausetti"Ascri"-Roberto Soffici, Testo Tedesco: Gerhard Hagen) 1970